# Hadzinia
Genre
Hadzinia est un genre d'opilions dyspnois de la famille des Nemastomatidae.

## Distribution
Les espèces de ce genre se rencontrent en Bosnie-Herzégovine, au Croatie et en Slovénie.

## Liste des espèces
Selon World Catalogue of Opiliones (23/04/2021) :
- Hadzinia ferrani Novak & Kozel, 2014
- Hadzinia karamani (Hadži, 1940)

## Étymologie
Ce genre est nommé en l'honneur de Jovan Hadži.

## Publication originale
- Šilhavý, 1966 : « Über die Genitalmorphologie der Nemastomatidae (Arach., Opiliones). » Senckenbergiana biologica, vol. 47, p. 67–72.